# Giulio Albanese

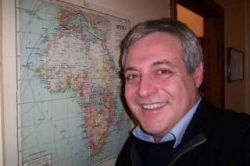
Padre Giulio Albanese

Giulio Albanese (Roma, 12 marzo 1959) è un missionario e giornalista italiano, appartiene alla Congregazione dei Missionari Comboniani.

## Biografia
Sacerdote dal 1986, ha diretto il New People Media Centre di Nairobi e fondato nel 1997 la Missionary Service News Agency, successivamente divenuta Missionary International Service News Agency (MISNA).
Collabora con varie testate giornalistiche per i temi legati all'Africa e al Sud del mondo tra cui Avvenire, Limes, Nigrizia, Città Nuova, Messaggero di Sant'Antonio, Italia - Caritas, Radio Vaticana, Radio Svizzera e il Giornale Radio Rai. Dal febbraio del 2007 al giugno del 2014 ha insegnato "giornalismo missionario/giornalismo alternativo" presso la Pontificia Università Gregoriana (Pug) di Roma ed è stato fino al 2019 direttore delle riviste missionarie delle Pontificie Opere Missionarie PP.OO.MM. - Missio Italia, Popoli e Missione e Il Ponte d'Oro. Dal gennaio 2018 è anche direttore responsabile della rivista Amici di Follereau. Inoltre è stato membro del Comitato per gli interventi caritativi a favore dei Paesi del Terzo Mondo della Conferenza episcopale italiana (Cei) dal marzo 2012 al marzo del 2022. Dal marzo 2019 è editorialista dell'Osservatore Romano. 
Nel marzo 2023 è nominato direttore dell'Ufficio  per le Comunicazioni Sociali e dell’Ufficio per la Cooperazione Missionaria tra le Chiese del Vicariato di Roma. Nel febbraio del 2024, il Santo Padre, Papa Francesco, lo ha nominato membro del Consiglio della Sezione per i Rapporti con gli Stati e le Organizzazioni internazionali della Segreteria di Stato.
È anche autore di alcuni saggi legati alla geopolitica, al giornalismo e alla teologia missionaria.
Nel luglio del 2003 il presidente Carlo Azeglio Ciampi lo ha insignito del titolo di Grande ufficiale della Repubblica Italiana per meriti giornalistici nel Sud del mondo.
In questi anni ha vinto 20 premi giornalistici e 4 letterari. Tra questi Il Premiolino (Milano 2001), il Premio Saint Vincent (Roma 2002), il Premio Letterario Città di Latina (Latina, 2004), il Premio Letterario Città di Melfi (Melfi, 2004). Il 2 luglio 2015, l'Accademia Bonifaciana di Anagni, su proposta del Rettore Sante De Angelis, gli conferisce il Premio Internazionale Bonifacio VIII "...per una cultura della Pace..." e il 18 ottobre 2015, lo annovera tra i Senatori Accademici.

## Pubblicazioni
- Ma io che c'entro? – Il bene comune in tempi di crisi (Ed. Messaggero Padova 2009), ISBN 978-88-250-1812-7
- Hic sunt leones. Africa in nero e in bianco (Ed. Paoline 2006), ISBN 978-88-315-3121-4
- Soldatini di Piombo. La questione dei bambini soldato (Feltrinelli, Milano 2005), ISBN 978-88-07-81985-8
- Il mondo capovolto. I missionari e l'altra informazione, Giulio Einaudi Editore, Torino 2003), ISBN 978-88-06-16529-1
- Ibrahim, amico mio ( Editrice Missionaria Italiana, Bologna 1997)
- Cliccate e Troverete (con Sergio Pillon), Infinito, Roma 2011
- L’Era della Consapevolezza, (con Paolo Beccegato, Patrizia Caiffa e Alessandro Lombardi), Messaggero, Padova 2010
- Sudan: solo la speranza non muore ( Editrice Missionaria Italiana, Bologna 1994)
- Missione Extra Large - Per una missione senza confini, Ed. Messaggero Padova 2012)
- Vittime e carnefici nel nome di «Dio» (Einaudi 2016), ISBN 978-88-06-22879-8
- Poveri noi - Con Francesco dalla parte dei poveri, Ed. Messaggero Padova 2017
- Libera Nos Domine, Ed. Messaggero Padova 2020
- Creature, Frate Indovino Edizioni 2021
- L'Africa non fa notizia (con Paolo Lambruschi, Paolo M. Alfieri,) Avvenire/Vita e Pensiero, Milano 2021
- Guardare alla teologia del futuro (con AA.VV.) Claudiana, Torino 2022